# Мрії Курця (Цілком таємно)

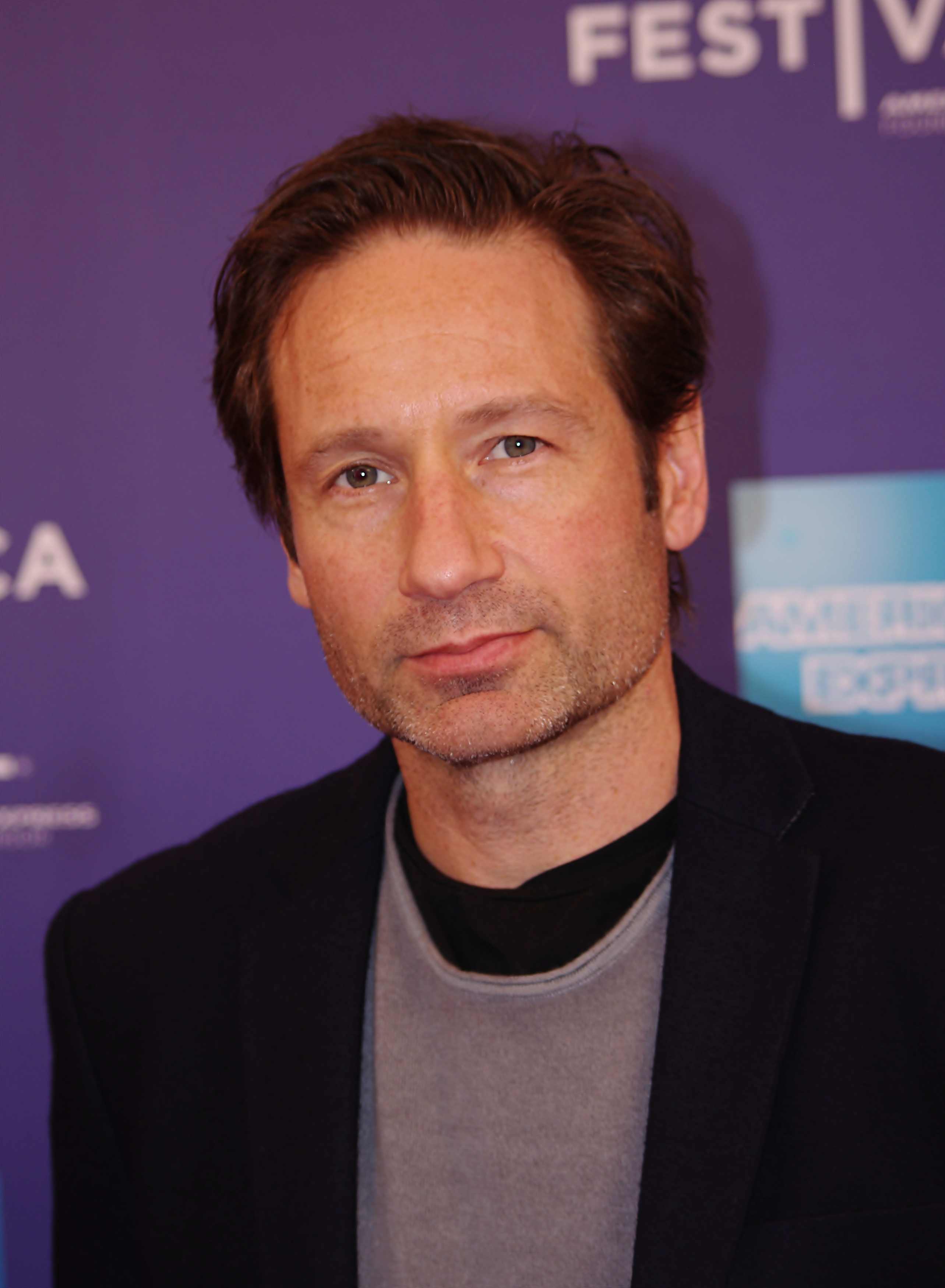

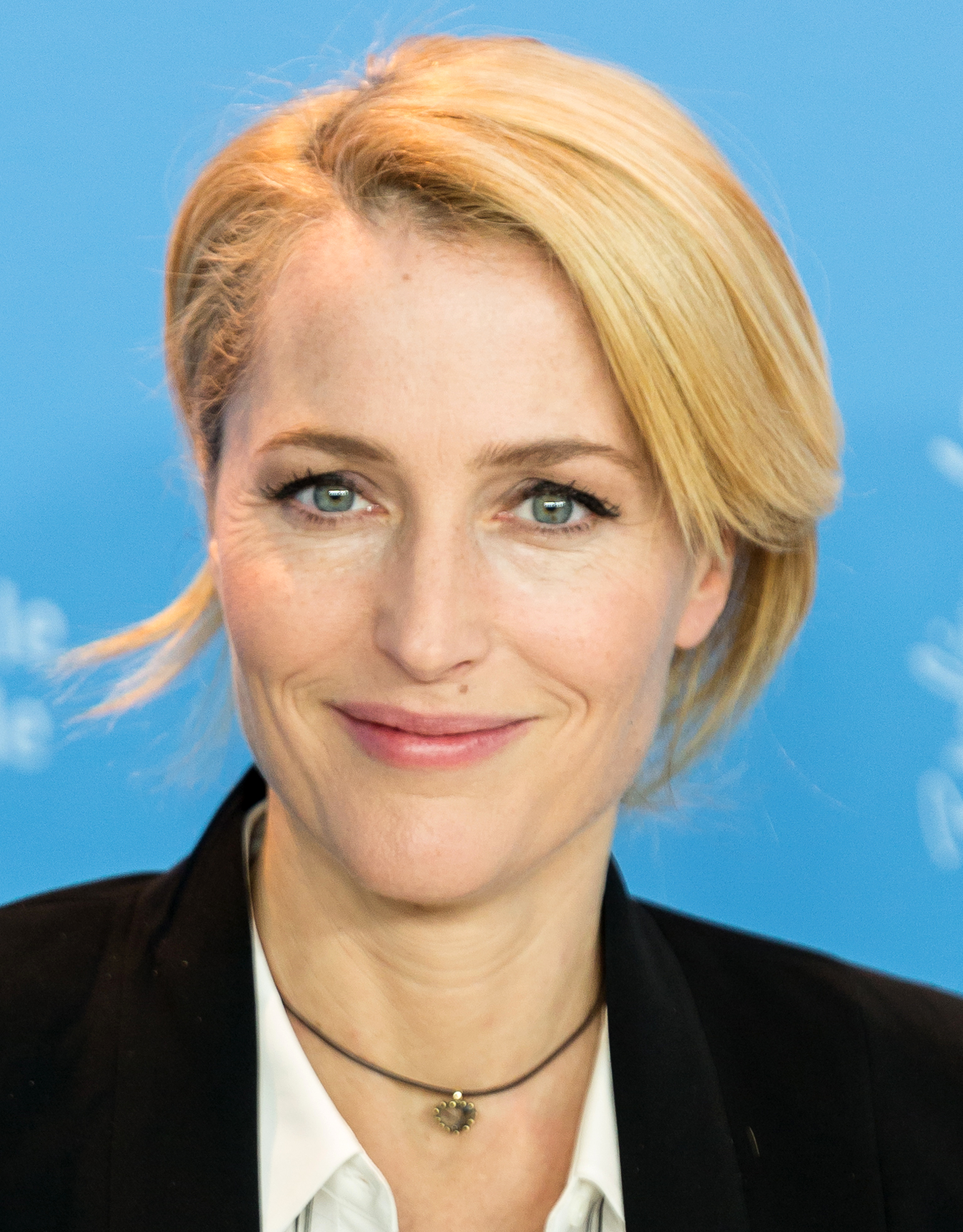

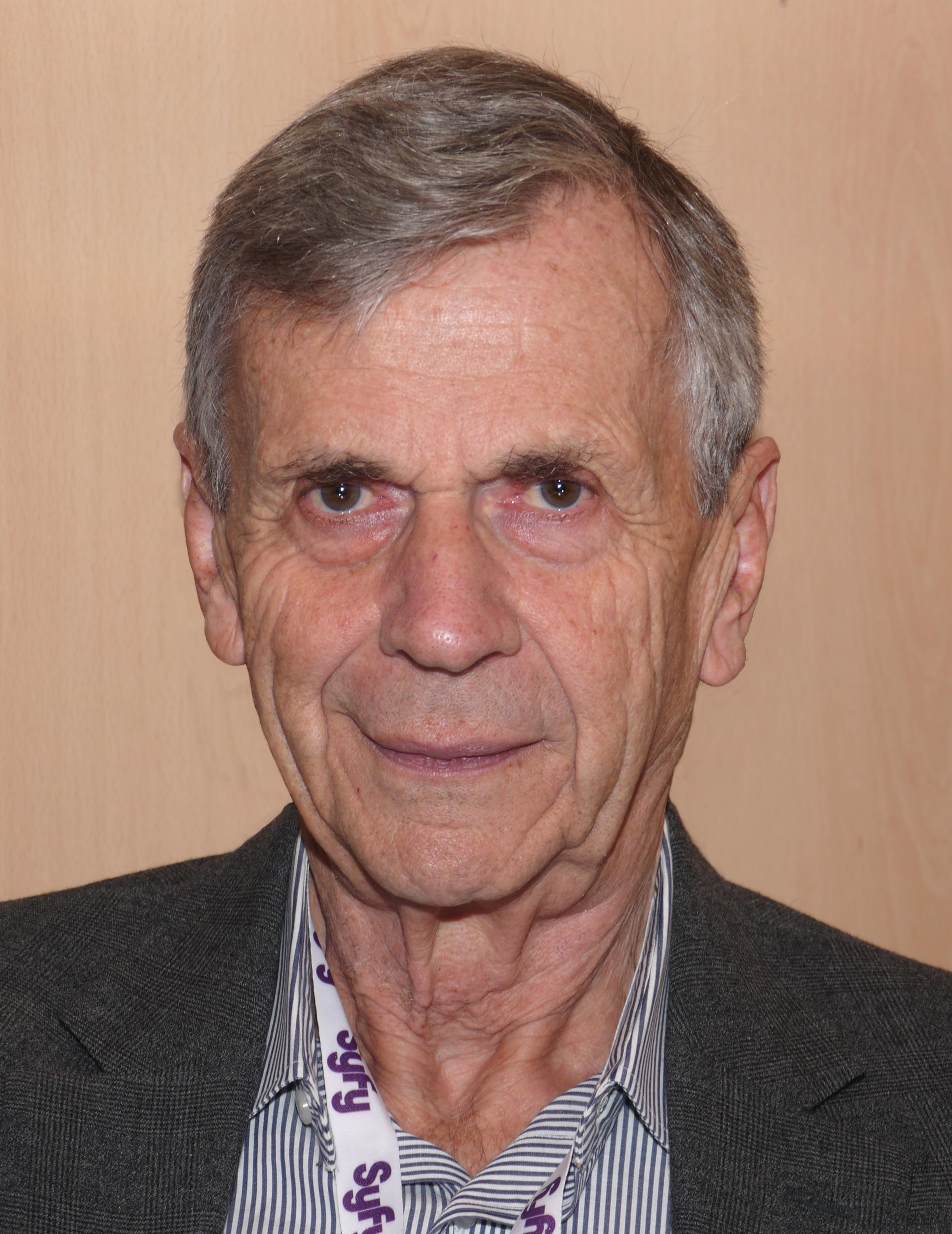

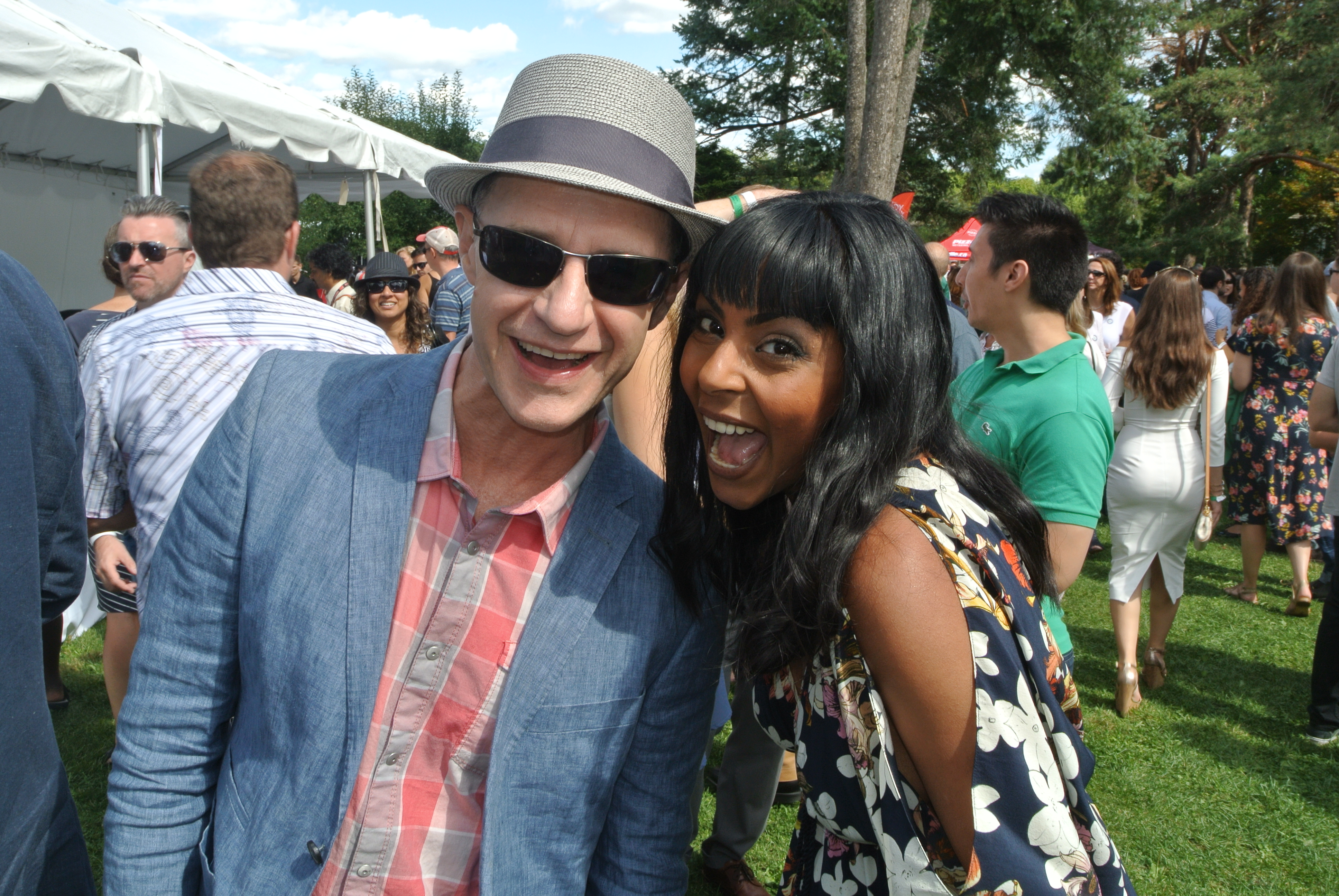

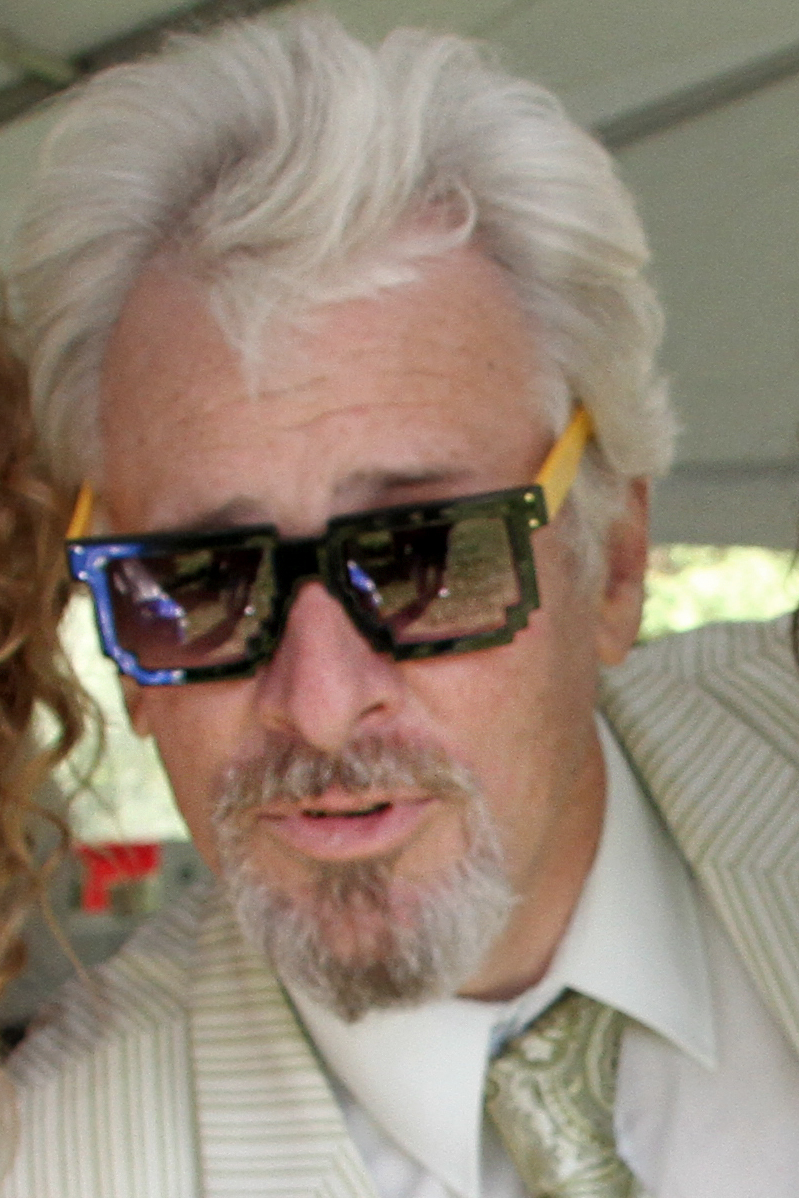

Мрії курця (Musings of a Cigarette Smoking Man) — сьома серія четвертого сезону американського науково-фантастичного телевізійного серіалу «Цілком таємно». Прем'єра в мережі «Фокс» відбулася 17 листопада 1996 року.
Епізод відноситься до «міфології серіалу».
Серія за шкалою Нільсена отримала 10.7 %, його переглядали 17.09 мільйонів людей під час першої трансляції.
У цьому епізоді «самотній стрілець» Мелвін Фрогікі знаходить журнал з історією, що нібито розкриває життєпис Курця. Епізод ілюструє його можливу причетність до кількох історичних подій та вбивств, хоча надійність джерела не підтверджена в кінці серії.

## Зміст
Перемога виправдовує всі засоби її досягнення
Курець, озброєний снайперською гвинтівкою та обладнанням для таємного спостереження, шпигує за зустріччю Фокса Малдера, Дейни Скаллі і «самотнього стрільця» Фрогікі. Розмовляючі включають фільтр що глушить їх розмову, але Курець розкодовує своїм приладдям в режимі онлайн. Мелвін повідомляє про виявлення інформації щодо загадкового минулого Курця. Згідно даних, його батька стратили як комуністичного шпигуна, а мати померла від раку легень, через це він, уродженець Батон-Руж, виростав в різних середньозахідних притулках.
1962 року Курець є капітаном армії США, перебуває в Форт Брегг у Північній Кароліні. Він розмовляє зі своїм товаришем та підлеглим солдатом Біллом Малдером, котрий показує фотографію свого молодого сина Фокса. Курця запрошують на зустріч з генералом й кількома дивними людьми в костюмах при якій зачитується його «послужний список». Вони доручають йому вбити президента США Джона Кеннеді — як відплату за «Кубинську кризу». У листопаді 1963 року під личиною «Містера Ханта» Курець стріляє в Джона Кеннеді, зваливши все на Лі Харві Освальда. Освальд втікаючи убиває поліцейського. Курець викурює свою першу сигарету з пачки «Морлі», яку дав Освальд.
1967 року Курець під псевдонімом «Рауль Бладворт» пише роман «Другий шанс: Пригоди Джека Колкветта» (Take a Chance: a Jack Colquette Adventure), в якому у прикрашеній формі розповідає про своє життя. Почувши виступ Мартіна Лютера Кінга з критикою щодо розподілу багатства всередині США та відношення влади країни до соціальних революцій за кордоном, Курець зустрічається з групою людей, серед них — керівник ФБР Джон Едгар Гувер. На відміну від більшості присутніх, Курець визнає принципи та наполегливість Кінга, однак подальший ріст його популярності може нашкодити участі США у в'єтнамській війні. Він переконує групу організувати вбивство Кінга, особисто його застреливши 4 квітня 1968 року (як зазначив Курець — з особистої поваги — бо не міг доручити таку серйозну справу непрофесіоналам). Також вказується відповідальність Курця за вбивство 4 червня 1968 року колишнього генерального прокурора та учасника президентських виборів Роберта Кеннеді. Згодом видавництво відмовляється випускати його роман.
1991 року Курець зустрічається зі своїми оперативниками, їх подальше спілкування вказує на його причетність до скандалу навколо Аніти Гілл та судового процесу над Родні Кінгом. Курець зазначає, що Баффало Біллс не виграють наступний Супербоул, а також признається в отруєнні радянського воротаря для запобігання перемоги СРСР в хокейному матчі «Чудо на льоду». Один з підлеглих Курця запрошує його на родинний обід. Однак він ввічливо відмовляється, так як планує відвідати сім'ю. Він роздає кожному із своїх співробітників різдвяний подарунок. Усі отримують однакову річ — смугасту краватку. Курець проходить коло офісу Фокса Малдера.
Згодом, перебуваючи вдома, Курець отримує терміновий телефонний дзвінок від Глибокої Горлянки, з яким зустрічається на місці аварії НЛО. Недалеко виявляється живий інопланетянин, що пережив катастрофу. Глибока Горлянка й Курець згадують, як багато разів вони щось змінювали у світовій історії. Вони кидають монету аби вирішити, хто вб'є прибульця. Глибока Горлянка програє та вбиває істоту.
Через кілька місяців — в березні 1992 року — Курець відвідує захід, на якому Скаллі прилучається до роботи в «Цілком таємно» й підслуховує першу зустріч агентів. 1996 року він отримує листа, що його роман буде опублікований по частинах в журналі «Roman a Clef». 12 листопада Курець складає заяву про звільнення, після чого нетерпляче йде купувати журнал в кіоску. Однак видання виявляється дешевим чтивом, редакція якого ще й змінила кінцівку твору. Сумний Курець сідає на лавку поруч з бездомним, та виголошує монолог про те, що «життя розчаровує так само, як коробка цукерок». Він рве заяву про звільнення й лишає журнал на лавці.
Сучасність. Фрогікі повідомляє Малдеру й Скаллі, що все розказане їм основане на публікації в журналі, підписником якого він є. Повідомивши агентам про своє рішення добути докази історії з допомогою знайомого хакера, Фрогікі виходить із редакції, де відбувалася зустріч. В момент його відбуття Курець цілиться в нього з гвинтівки. Маючи ідеальні умови для смертельного вистрелу, він вирішує не вбивати Фрогікі, процитувавши останній рядок свого не виданого роману: «Я можу тебе вбити тебе коли завгодно… Але не сьогодні».

## Створення
Глен Морган та Джеймс Вонг при створенні «Мрій курця» були натхненні графічним романом DC «Lex Luthor: несанкціонована біографія» (1989). Згодом Морган пояснив, що хотів, аби епізод показав, наскільки Курець надзвичайно небезпечний. Він хотів це підкреслити оригінальним закінченням епізоду, в ньому Курець вбиває Мелвіна Фрогікі. Однак виконавчий колектив зйомок наклав вето на цю ідею.
Серія містить кілька посилань на «Космос: зовні і зверху», серіал, який створили Морган та Вонг. Резолюція ООН 1013, яку цитує Глибока Горлянка, є посиланням як на день народження Картера, так і на його виробничу компанію.
Продюсер Д. П. Фінн координував зйомки, що стосувалися вбивства Курцем Джона Кеннеді. Пов'язана з уим моментом частина епізоду була знята в околицях Ванкувера, схожих на Ділі-Плазу (Dealey Plaza). Дизайнери костюмів вивчали відтворений для фільму JFK рожеве вбрання Жаклін Кеннеді, щоби створити аналогічну модель. Автомобіль SS-100-X був створений технічним координатором Найджелом Хабгудом на основі сильно зміненої моделі Lincoln Continental. Девіс відмітив допомогу, надану йому Джеймсом Вонгом при роботі над сценами, в тому числі відсиланням до фільму «Форрест Ґамп».
Кріс Оуенс, що виконав роль молодого Курця, для збереження спадковості витратив багато часу на вивчення того, як саме Девіс курить сигарети. Згодом Оуенс знову виконав роль молодого Курця в епізоді «Демони», а також виконав у наступних сезонах роль Джеффрі Спендера (сина Курця). Епізод став першим в історії серіалу, в якому не брав участі Малдер, в той час як Скаллі була показана в архівних кадрах з «пілотної серії». Хоча автори спочатку не планували давати головним акторам «вихідний день», перебіг подій потішив Девіда Духовни.

## Сприйняття
Епізод отримав здебільшого позитивні відгуки критиків. Entertainment Weekly дав епізоду «A -». Рецензент із The A.V. Club позитивно висловився про епізод і дав епізоду «А». Роберт Ширман та Ларс Пірсон в «Wanting to Believe: A Critical Guide to The X-Files, Millennium & The Lone Gunmen» присудили епізоду п'ять зірок з п'яти. Філ Фарранд критично віднісся до серії, оцінивши її як свій п'ятий найменш улюблений епізод перших чотирьох сезонів.

## Знімались
| Актор             | Роль                    |
| ----------------- | ----------------------- |
| Девід Духовни     | Фокс Малдер             |
| Джилліан Андерсон | Дейна Скаллі            |
| Вільям Брюс Девіс | Курець                  |
| Кріс Оуенс        | молодий Курець          |
| Том Брейдвуд      | Мелвін Фрогікі          |
| Брюс Гарвуд       | Джон Фіцджеральд Байєрс |
| Джеррі Гардін     | Глибока Горлянка        |
| Морган Вайссер    | Лі Гарві Освальд        |
| Доннеллі Родос    | генерал Френсіс         |